# Elefanten von Garnier
Die beiden Elefanten von Garnier, genannt nach ihrem Besitzer, einem Berliner Schausteller und Tierhändler, erregten in den Jahren 1819 und 1820 einiges Aufsehen, da sie nacheinander und an verschiedenen Orten durch Mauerwerke hindurch mit Kanonenschüssen getötet wurden.

## Hintergrund

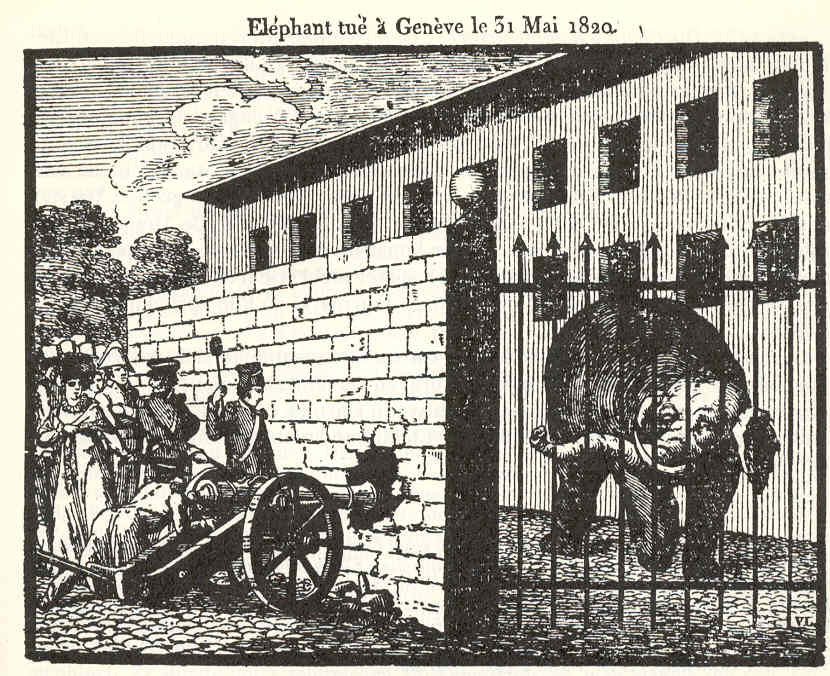
Die Exekution des Elefanten der Mademoiselle Garnier in Genf am 31. Mai 1820

Der Schausteller Garnier zog mit seinen Tierschauen durch ganz Europa. Für seine Elefanten hatte er eigens für den Transport spezielle Wagen konstruiert, die die Tiere beim Laufen sicherten. Die beiden Dickhäuter gerieten im Zuge ihrer Präsentationen – der eine in Venedig, der andere ein Jahr später in Genf – außer Kontrolle und wurden, da sie nicht wieder zu bändigen waren, jeweils mit einer Kanonenkugel erlegt. Die Auffassung, entlaufenen und nicht zu bändigenden Elefanten mit der Kanone zu begegnen, war im 19. Jahrhundert durchaus üblich; so wurde zum Beispiel auch der Elefant von Murten 1866 Opfer dieser Taktik.

## Leben und Tod in Venedig
Der erste Elefant († 1819 in Venedig) stammte aus einer der letzten höfischen Menagerien, eingerichtet von Friedrich I. von Württemberg. Nach dessen Tod im Jahr 1816 und einem durch Missernten und Hungersnöte gekennzeichneten Jahr hatte Friedrichs Nachfolger Wilhelm I. die exklusive Tierhaltung, die neben drei Elefanten auch eine stattliche Zahl an großen Raubtieren betraf, für zu kostspielig erachtet und die Menagerie im November desselben Jahres an Zirkusbesitzer und Tierschausteller in ganz Europa verkauft. Einer der Elefanten war unterdessen getötet und der Kadaver der königlichen Naturaliensammlung zugewiesen worden. Ein weiterer Elefant wurde, zusammen mit einem Leoparden, einem Bären und weiteren Exoten wie Affen und Papageien, von dem Berliner Tierschausteller Garnier erworben, dem es gelang, das recht wilde und ungebärdige Tier zu einem gelehrten Elefanten auszubilden, der allerlei Kunststücke vorführen konnte. In den nächsten zwei Jahren bereiste Garnier mit dem Elefanten verschiedene Jahrmärkte in Deutschland und in Italien.
Der Reisende und Naturforscher Georg von Martens (1788–1872), Gründer des Moosherbars in Stuttgart, sah den Elefanten in Vicenza und hinterließ in einer Fußnote einen Bericht von seinem Tod in Venedig am 16. März 1819. Der Elefant, so Martens, widersetzte sich seiner Einschiffung nach Mailand; gereizt durch Stöße seiner Aufseher, zertrümmerte er seine Hütte und bewarf die Männer mit den Brettern. Beim Versuch, das hungrige Tier mit Futter zu locken, kam einer der Aufseher zu Tode. Durch eine Gewehrsalve des herbeigeeilten Militärs erschreckt, ergriff der Elefant die Flucht und rannte ortseinwärts in den Stadtteil Castello, wo er in der ausweglosen Gasse Calle del Forno steckenblieb und daraufhin in ein Haus eindrang. Dessen Treppe brach unter dem schweren Tier zusammen, als es versuchte, sie hinaufzusteigen. Nach weiteren nutzlosen Gewehrsalven seiner Verfolger durchtrat der Elefant die hölzerne Tür der Kirche Sant’Antonin und verschanzte sich hinter den Betstühlen. Dort wurde er durch ein eigens in die Kirchenmauer gebrochenes Loch mit einer Kanone erlegt, deren Kugel in dem großen Körper steckenblieb. Die Nachricht von dem Ereignis wurde in Venedig ausgerufen und durch Zeitungen in ganz Europa verbreitet. Das Skelett und die ausgestopfte Haut des Elefanten gelangten in das Naturalienkabinett der Universität Padua.

## Leben und Tod in Genf
Neben dem Württemberger Elefanten besaß Garnier einen zweiten († 1820 in Genf), der aus Bengalen stammte und den er 1814 in London gekauft hatte. Das Tier war sanft und gelehrig und besaß nur einen Stoßzahn. Garnier überließ es seiner Tochter, nachdem er den Unglückselefanten aus Stuttgart erworben hatte.
Im Mai 1820 zeigte der Elefant der Mademoiselle Garnier in Genf seine Kunststücke. Durch Schießübungen in einer der Schaubude nahe gelegenen Garnison war er ungewöhnlich unruhig gewesen. Beim Verlassen der Stadt geriet er plötzlich in Panik und man ließ ihn zurück in die Stadt laufen in der Hoffnung, ihn dort leichter wieder einfangen zu können, was der Mademoiselle auch gelang, indem sie ihn mit Leckerbissen in den Hof der Bastion Hollande locken konnte. Dort begann der Elefant zu randalieren, indem er Munitionswagen und Lafetten umstieß, mit dem Rüssel die hochragenden Räder drehte und mit Kanonenkugeln herumwarf. Obwohl der Garnisonskommandant und der herzugeeilte Bürgermeister beschlossen hatten, den Elefanten sich austoben zu lassen, bestand Mademoiselle Garnier, womöglich in Erinnerung der Verwüstungen des Vorjahrs in Venedig, auf der Tötung des Tiers. Mehrfache Zureichungen von Gift in erhöhter Dosierung, unter anderem Arsen, die das Tier willig zu sich nahm, blieben erfolglos. Als sich zunehmend Schaulustige zu sammeln begannen, beschloss man, den Elefanten mit einer Kanone zu erlegen. Man brach ein Loch in die Hofmauer und schoss dem neugierig herbeieilenden Tier eine Kanonenkugel in den Kopf. Das Skelett und die Haut kamen ins Naturkundemuseum, das Fleisch wurde unter der Bevölkerung verteilt, der es, wie berichtet wird, trotz des darin enthaltenen Gifts gut bekommen sei.